# Бужани
Бужани — племе Источних Словена, које је насељавало простор око горњег тока реке Западни Буг (по којој су и добили своје име); крајем 11. века Бужане почињу називати Волињанима (по њиховом граду Волињ).
Помињу се у Повести минулих лета при набрајању старих руских племена, говорили су словенским језиком. Према Баварском Географу (9. век), имали су 230 «градова» (замака). Њихово средиште био је град Бужск. Према многим изворима Бужани и Волињани раније су се звали Дуљебима. Након уласка у састав Кијевске Русије у X веку Бужани су изгубили своју независност и не помињу се више у историјским изворима.